# حبيل سعيدة (المفلحي)

تعديل مصدري - تعديل

حبيل سعيدة هي إحدى قرى عزلة المفلحي بمديرية المفلحي التابعة لمحافظة لحج، بلغ تعداد سكانها 203 نسمة حسب تعداد اليمن لعام 2004.